# Чанцзи
Чанцзи́ (кит. упр. 昌吉, пиньинь Chāngjí, уйг. سانجى‎, Sanji) — городской уезд в Синьцзян-Уйгурском автономном районе Китая. Входит в состав Чанцзи-Хуэйского автономного округа. 

## Этимология
Слово «Чанцзи» является искажением монгольского «Янцзи» — названия находившегося в этих местах древнего города.

## География
Общая площадь городского уезда составляет 8 215 км², из которых 40,7 % занимают горы, 32,5 % равнины, 26,8 % пустыни. Протяженность уезда с севера на юг — 260 км, с востока на запад — 30 км.

### Климат
В этом регионе полузасушливый континентальный климат, количество осадков за год в среднем составляет 183—200 мм, среднегодовая температура 6,6 ℃, в год наблюдается 2833 солнечных часов, средний безморозный период 166—180 дней.
| Климат Чанцзи           | Климат Чанцзи | Климат Чанцзи | Климат Чанцзи | Климат Чанцзи | Климат Чанцзи | Климат Чанцзи | Климат Чанцзи | Климат Чанцзи | Климат Чанцзи | Климат Чанцзи | Климат Чанцзи | Климат Чанцзи | Климат Чанцзи |
| Показатель              | Янв.          | Фев.          | Март          | Апр.          | Май           | Июнь          | Июль          | Авг.          | Сен.          | Окт.          | Нояб.         | Дек.          | Год           |
| Абсолютный максимум, °C | 9,9           | 13,5          | 23,7          | 32,5          | 37            | 40,9          | 41            | 42,1          | 37            | 30,5          | 19,2          | 15,6          | 42,1          |
| Средний максимум, °C    | −7,2          | −4,5          | 5,5           | 18,1          | 25,6          | 30,3          | 32,5          | 31,4          | 25,4          | 15,7          | 3,5           | -4,6          | 14,9          |
| Средняя температура, °C | -11,9         | -9,2          | 0,8           | 11,9          | 19            | 23,7          | 25,9          | 24,7          | 18,9          | 9,9           | -0,8          | -8,9          | 8,7           |
| Средний минимум, °C     | -16,6         | -14           | -3,9          | 5,8           | 12,4          | 17,2          | 19,4          | 18            | 12,4          | 4,2           | -5,1          | -13,2         | 4,9           |
| Абсолютный минимум, °C  | −34,1         | -39,1         | −33,4         | −14,9         | −2,4          | 4,6           | 8,8           | 5             | −5            | −12,4         | -32,2         | −38,3         | -39,1         |
| Норма осадков, мм       | 6             | 6             | 13            | 20            | 24            | 25            | 21            | 16            | 17            | 15            | 11            | 8             | 182           |
| ----------------------- | ------------- | ------------- | ------------- | ------------- | ------------- | ------------- | ------------- | ------------- | ------------- | ------------- | ------------- | ------------- | ------------- |

## История
Во времена империи Хань здесь располагалось княжество Даньхуань (單桓國) со столицей в одноимённом городе. Население: 27 семейств, 194 человека, 45 воинов. Китайская администрация: три чиновника и переводчик.
В 1761 году Цинская империя начала строительство в этих местах укрепления, которое было закончено в 1762 году и получило название «Нинбянь» (宁边) — «Спокойная граница». В 1773 году здесь был образован уезд.
В 1983 году уезд Чанцзи был преобразован в городской уезд.

## Население
В Чанцзи проживают ханьцы, хуэй, казахи, уйгуры и другие 32 этнические группы.

## Административное деление
В Чанцзи размещаются власти Чанцзи-Хуэйского автономного округа. Городской уезд Чанцзи делится на 6 уличных комитетов, 8 посёлков и 2 волости.

## Экономика
В Чанцзи развиты растениеводство и животноводство, в уезде выращивают пшеницу, кукурузу, сахарную свеклу, подсолнечник, дыни, бобы, овощи и другие культуры.
В Чанцзи базируется электротехническая компания TBEA. 

## Транспорт
По территории Чанцзи пролегают Годао 312, Ланьсиньская и Вторая Урумчи-Цзинхэйская железные дороги.

## Наука и образование
В Чанцзи имеется университет.

## Города-побратимы
| Страна | Город-побратим | Год установления связи |
| ------ | -------------- | ---------------------- |
| Россия | Барнаул        | декабрь 2006           |
| Россия | Рубцовск       | 2013                   |